# Municipio 1 Charlotte
El municipio de Charlotte o municipio 1 (en inglés: Township 1, Charlotte) es un municipio ubicado en el  condado de Mecklenburg en el estado estadounidense de Carolina del Norte. En el año 2010 tenía una población de 731.424 habitantes.

## Geografía
El municipio 1 Charlotte se encuentra ubicado en las coordenadas 35°12′31.34″N 80°49′50.66″O / 35.2087056, -80.8307389.